# Friedrich Wilhelm Ahnefeld

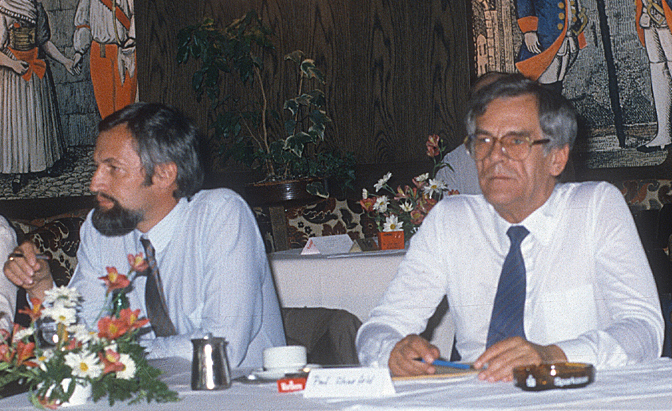
Bodo Gorgaß und Friedrich Wilhelm Ahnefeld auf einem notfallmedizinischen Kongress 1985

Friedrich Wilhelm Ahnefeld (* 12. Januar 1924 in Woldenberg (Neumark), Grenzmark Posen-Westpreußen; † 29. November 2012 in Ulm) war ein deutscher Anaesthesiologe und Hochschullehrer. Als Sanitätsoffizier war er bis 1972 der erste Chefarzt des Bundeswehrkrankenhauses Ulm. In den Jahren 1984 bis 1990 war er als ordentlicher Professor für Anaesthesiologie Direktor der Anästhesiologischen Universitätsklinik im Universitätsklinikum Ulm. Zudem war er Bundesarzt des Deutschen Roten Kreuzes. Er befasste sich mit Anästhesie, Intensivmedizin und Notfallmedizin, unter anderem mit der Behandlung von Verbrennungen, insbesondere der Flüssigkeitstherapie beim Verbrennungsschock, und gilt als Pionier des Rettungswesens und der Notfallmedizin. In der Bundesrepublik Deutschland hatte er einen wesentlichen Einfluss auf die Reorganisation des Rettungswesens und die Ausbildung von Notärzten.

## Leben
Nach Kindheit und Jugend in Woldenberg (in Ostpreußen), Besuch eines Gymnasiums in Berlin mit Abiturabschluss in Gnesen begann Friedrich „Fritz“ Ahnefeld im Jahr 1941 ein Studium der Humanmedizin an der Reichsuniversität Posen. Schon bald wurde er zum Heer (Wehrmacht) eingezogen und an der Ostfront schwer verwundet. Er gelangte anschließend in den Westen und begann ein Studium der Theologie, wechselte aber bald wieder zum Medizinstudium, führte dieses in der Nachkriegszeit ab 1946 an der Westfälischen Wilhelms-Universität fort und beendete es im Jahr 1951 mit dem Staatsexamen und der Promotion an der Medizinischen Akademie Düsseldorf.
Nach einem Jahr am Pharmakologischen Institut in Wuppertal-Elberfeld, wo er bei Hellmut Weese an ersten Arbeiten über kolloidale Volumenersatzmittel beteiligt war, durchlief er in den Jahren 1952 bis 1958 die Facharztausbildung zum Chirurgen im Alfried Krupp Krankenhaus in Essen und im Berufsgenossenschaftlichen Universitätsklinikum Bergmannsheil in Bochum, wo Heinrich Bürkle de la Camp zu den von ihm verehrten Lehrern gehörte. 1958 wurde Ahnefeld Sanitätsoffizier der Bundeswehr und erhielt damit die Gelegenheit, seine Forschungen zur Behandlung von Verbrennungen zu intensivieren. Von 1959 bis 1962 absolvierte er die Ausbildung zum Facharzt für Anästhesiologie an der Medizinischen Fakultät der Johannes Gutenberg-Universität Mainz bei Rudolf Frey, dessen Institut er als Externer auch während einer Tätigkeit als Anästhesist am Koblenzer Bundeswehrkrankenhaus angehörte, und arbeitete dort als Gast auch am von Konrad Lang geleiteten Institut für Physiologische Chemie, an dem er sich 1964 mit der Arbeit Der Schock bei Verbrennungsverletzten, klinische und experimentelle Untersuchungen habilitierte.
Am 1. Januar 1968 wurde er in Personalunion Chefarzt (Oberstarzt) des in Planung befindlichen Bundeswehrkrankenhauses Ulm sowie dessen Leiter der Anästhesieabteilung. Neben der Ernennung zum Honorarprofessor, einhergehend mit der Verleihung der Rechte und Pflichten eines ordentlichen Professors durch das Kultusministerium, beauftragte ihn die Stadt Ulm 1968 auch mit der Leitung der neu gegründeten Anästhesieabteilung des Städtischen Krankenhauses Ulm. Im Jahr 1971 war er Dekan der Medizinischen Fakultät und wenige Jahre später Ärztlicher Direktor der als Universitätsklinikum dienenden Städtischen Krankenanstalten. Im Jahr 1980 veröffentlichte er mit Bodo Gorgaß das erste Lehrbuch für den Rettungsdienst. In den Jahren 1984 bis 1990 war er Direktor der Anästhesiologischen Universitätsklinik Ulm und von 1973 bis zu seiner Emeritierung im Jahr 1992 Lehrstuhlinhaber für Anaesthesiologie an der Universität Ulm. Er wirkte auch als Sprecher des von ihm und Adolf Grünert geleiteten Zentrums für Anaesthesiologie und stellvertretender Ärztlicher Direktor des Klinikum Ulms sowie Präsident der Deutschen Gesellschaft für Anaesthesiologie und Intensivmedizin. Danach war Ahnefeld noch Generalsekretär der Deutschen Gesellschaft für Anästhesiologie und Intensivmedizin und offizieller Berater von Universitäten in den Neuen Ländern. Zu seinen Freunden gehörte sein Kollege Wolfgang Friedrich Dick (1936–2021).
Ahnefelds Ehefrau war ebenfalls Sanitätsoffizier bei der Bundeswehr.

## Leistungen
Schwerpunkt von Ahnefelds wissenschaftlicher Tätigkeit war seit Beginn der 1950er Jahre die Behandlung der Verbrennungskrankheit, insbesondere die Schockbekämpfung. Die Zusammenarbeit mit dem in Basel tätigen Chirurgen Martin Allgöwer führte zu neuen Erkenntnissen in der Schockforschung. Ahnefeld sorgte in der Notfallmedizin für die Standardisierung von Geräten und Rettungsmitteln, DIN-Normen für Rettungs- und Notfallwagen, die Aus- und Weiterbildung von Rettungspersonal, setzte sich für eine qualifizierte Weiterbildung von Ärzten zu Notärzten ein, entwickelte das Konzept der Rettungskette und stellte den „Ulmer Koffer“ zusammen. Er initiierte zudem die Empfehlungen der DGAI zur Sicherheit medizinisch-technischer Geräte.
In Zusammenarbeit von Universitätsklinikum und Bundeswehrkrankenhaus rief Ahnefeld am 1. November 1971 den Ulmer Notarztdienst ins Leben.
Im Jahr 1982 brachte Ahnefeld den problematischen Zustand des damaligen Rettungsdienstes auf den Punkt: „Wir fahren im Augenblick den Rettungsdienst mit einer Rolls-Royce-Karosserie und einem Kleinwagenmotor in die Sackgasse.“

## Ehrungen
- Ehrenbürger der Universität Ulm (1992)
- Ehrenmitglied der Deutschen Interdisziplinären Vereinigung für Intensiv- und Notfallmedizin
- Ehrenmitglied des European Resuscitation Council
- Ehrenmitglied der Deutschen Gesellschaft für Anästhesiologie und Intensivmedizin (1996)
- Präsident der DGAI (1983–1984)[6]
- Generalsekretär der DGAI (1993–1997)
- Präsident der Arbeitsgemeinschaft Südwestdeutscher Notärzte (agswn)[7]
- Ehrendoktorwürde der Semmelweis-Universität
- Ehrendoktorwürde der Ernst-Moritz-Arndt-Universität Greifswald (2008)[8]
- Ehrenzeichen des Deutschen Roten Kreuzes
- Verdienstmedaille des Landes Baden-Württemberg (1989)[9]
- Rudolf-Frey-Medaille (1990)[10]
- Heinrich-Braun-Medaille der DGAI (1999)[11]
- Bundesverdienstkreuz I. Klasse (1978)
- Ernst-von-Bergmann-Plakette, insbesondere für seine Bemühungen um die qualifizierte Weiterbildung

## Veröffentlichungen (Auswahl)
- Sekunden entscheiden. Lebensrettende Sofortmaßnahmen (= Heidelberger Taschenbücher. Band 32). Springer, Berlin/Heidelberg 1967; 2., neubearbeitete und erweiterte Auflage (mit dem Untertitel Notfallmedizinische Sofortmaßnahmen) Berlin / Heidelberg / New York 1981, ISBN 978-3-540-10616-6.
- als Hrsg. mit Hans Bergmann, Caius Burri, Wolfgang Dick, M. Halmagyi und Erich Rügheimer: Der Risikopatient in der Anästhesie 2. Respiratorische Störungen (= Klinische Anästhesiologie und Intensivmedizin. Band 12). Springer, Berlin / Heidelberg / New York 1976.
- mit Bodo Gorgaß und Wolfgang Dick: Organisatorische und medizinische Probleme bei der vorklinischen Erstversorgung von Polytraumatisierten. In: Notfallmedizin. 2, 1976, S. 166 ff.
- mit Caius Burri: Cava-Katheter. Springer, Berlin / Heidelberg / New York 1977.
- mit Martin Allgöwer, Wolfgang Dick, Rolf Dohrmann, S. J. Dudrick, H. Lutz und K. Schultis: Diskussionsforum parenterale Ernährung. In: Langenbecks Archiv für Chirurgie. Band 343, 1977, S. 251 ff.
- mit Bodo Gorgaß und Hans-Dieter Lippert: Der Rettungsdienst in der Bundesrepublik – Teil 1. In: Notfallmedizin. 4, 1978, S. 195 ff.
- mit Bodo Gorgaß und Hans-Dieter Lippert: Der Rettungsdienst in der Bundesrepublik – 5 Jahre Erfahrung am Rettungszentrum Ulm. In: Notfallmedizin. 4, 1978, S. 282 ff.
- mit R. Dölp und J. E. Schmitz: Klinische Untersuchungen über die Konzentration freier Aminosäuren im Plasma und Urin im Postaggressionstoffwechsel. I. Mitteilung. In: Infusionstherapie. 5, 1978, S. 241 ff.
- mit B. K. S. Härich und M. Probst: Ein Beitrag zur Verbesserung der extrathorakalen Herzdruckmassage nach hämodynamischen Kriterien am Menschen. In: Intensivmedizin. Band 16, 1979, S. 249 ff.
- mit Bodo Gorgaß: Präklinische Versorgung von Notfallpatienten im Rettungsdienst. In: Diagn Intensivther Band 16, 1979, S. 177 ff.
- mit Bodo Gorgaß: Der Rettungssanitäter. Ausbildung und Fortbildung. Unter Mitarbeit von T. Graf-Baumann. Mit einem Beitrag über rechtliche Aspekte von H. Roth. Springer, Berlin / Heidelberg / New York 1980, ISBN 3-540-08731-1.
- als Hrsg. mit W. Hartig, E. Holm und G. Kleinberger: Der gestörte Kohlenhydratstoffwechsel (= Klinische Ernährung. Band 6). Zuckschwerdt, München 1980.
- mit W. Dick, P. Lotz, P. Milewski, H. Schindewolf und K. Wyrwoll: Möglichkeiten der primären Beatmung mit PEEP im Rahmen der notfallmedizinischen Erstversorgung. In: Der Anaesthesist. Band 29, 1980, S. 407 ff.
- mit Jürgen E. Schmitz, P. Lotz und Adolf Grünert: Untersuchungen über den Substrat- und Energieumsatz an langzeitbeatmeten Intensivpatienten. In: Infusionstherapie. Band 8, Nr. 2, 1981, S. 61 ff.
- mit Jürgen E. Schmitz, P. Lotz und Adolf Grünert: Untersuchungen zur Eiweiß- und Energieversorgung von Intensivpatienten. In: Infusionstherapie. Band 8, Nr. 4, 1981, S. 158–162.
- mit A. Grünert und J. Engels: Analytical investigations to physiological reference range of aminp acid concentrations in plasma, in healthy persons under defined conditions. Third European Congress on Parenteral and Enteral Nutrition (ESPEN), Maastricht 1981.
- mit Jürgen E. Schmitz, Adolf Grünert, R. Dölp und Heidemarie Wiedeck: Der Einfluß von Aminosäuren mit unterschiedlichem Gehalt an verzweigtkettigen Aminosäuren auf den Stoffwechsel von Intensivpatienten. Arbeitsgemeinschaft für Künstliche Ernährung, Wien 1981; auch (mit ähnlichem Titel) in Infusionstherapie. 9, 1982, S. 100 ff.
- mit Jürgen E. Schmitz, Karl-Heinz Altemeyer, W. Seeling, R. Dölp und A. Grünert: Changes in metabolism – with special regard to amino acids, blood glucose, insulin and glucagon – in response to multiple trauma. ESPEN-Kongreß, Wien 1982.
- mit Karl-Heinz Altemeyer, Jürgen E. Schmitz, Wulf Seeling und Ulrich Loos: Energy expenditure and thyroid hormones in polytraumatized patients. In: Clin Nut. 1982, Supplement 1, S. 56 ff.
- Notärzte – die Schuld für mangelnde Qualifikation liegt nicht bei den Ärzten. In: Notfallmedizin. 8, 1982, S. 685 ff.
- mit W. Seeling, Karl-Heinz Altemeyer, S. Berg, H. Feist, J. E. Schmitz und M. Schröder: Die kontinuierliche Periduralanaesthesie zur intra- und postoperativen Analgesie. In: Der Anaesthesist. Band 31, 1982, S. 439 ff.
- als Hrsg. mit Karl-Heinz Altemeyer, H. Bergmann, Caius Burri, Wolfgang Friedrich Dick, Miklós Halmágyi, G. Hossli und Erich Rügheimer: Narkosebeatmung im Kindesalter (= Klinische Anästhesiologie und Intensivtherapie. Band 26). Springer-Verlag, Berlin 1983, ISBN 3-540-12493-4.
- mit Reiner Dölp und Jürgen Kilian: Anästhesie (= Manual. Band 1). Korrigierter Nachdruck der 1. Auflage. W. Kohlhammer, Stuttgart 1985, ISBN 3-17-008837-8.
- mit Hans-Hinrich Mehrkens: Notfallmedizin (= Manual. Band 2). Korrigierter Nachdruck der 1. Auflage. W. Kohlhammer, Stuttgart 1985, ISBN 3-17-009138-7.
- mit Jürgen Erik Schmitz: Infusionstherapie – Ernährungstherapie (= Manual. Band 3). W. Kohlhammer, Stuttgart, ISBN 3-17-009012-7.
- als Hrsg. mit Wolfgang Dick und E. Erdmann: Herz- und kreislaufwirksame Medikamente in Anästhesie, Intensiv- und Notfallmedizin. Springer-Verlag, Berlin 1995, ISBN 3-540-57634-7.